# 聖杯傳說
《聖杯傳說》（英語：Merlin's Apprentice，又名）是一套2006年的兩集迷你劇集，也是一套電視電影。是1998年電視短劇《魔幻傳說》的續集，由森·尼爾再次出演梅林一角，美蘭達·理察飾演湖中妖女，她於《魔幻傳說》中飾演瑪布仙后。
此片雖然大致基於亞瑟王傳說改編而來，但故事是設置在亞瑟王過世之後，且與傳統的傳說故事完全不同。

## 外部連結
- 互联网电影数据库（IMDb）上《聖杯傳說》的资料（英文）